# Château de la Possonnière
Le manoir de la Possonnière ou maison natale de Ronsard est un manoir du XVIe siècle de style Renaissance italienne et un parc, situés à Vallée-de-Ronsard dans le Loir-et-Cher. Le poète Pierre de Ronsard (1524-1585) y est né le 1er septembre 1524. Le manoir est classé monument historique depuis 1862.

## Historique
En 1515 Loys de Ronsard (chevalier au service des rois Louis XII puis François Ier) fait construire ce manoir qui domine Couture-sur-Loir près de Vendôme, avec un corps de logis rectangulaire, des dépendances creusées dans le tuffeau, des cuisines troglodytes avec portes ornées de sculptures Renaissance italienne.
Le 11 septembre 1524, y naît Pierre de Ronsard, sixième enfant de Loys de Ronsard et de Jeanne Chaudrier. Celui-ci y vit les douze premières années de sa vie, avant de devenir en 1536, à l'âge de 12 ans, page du prince Charles II d'Orléans (troisième fils du roi François Ier).
Au XIXe siècle, le manoir est fortement restauré par les familles Delahaye, Sainte-Claire Deville et Hallopeau.
Au début du XXIe siècle, le manoir est acquis par la communauté de communes qui devient ensuite la communauté d'agglomération Territoires Vendômois. En 2004 le rosiériste André Eve y crée les « jardins de la Possonnière » avec une roseraie de plus de 200 variétés de roses anciennes et modernes. La maison natale de Ronsard obtient le Label de "Maison des Illustres" en 2019 par le ministère de la culture, mettant en exergue « les maisons qui conservent et transmettent la mémoire de femmes et d’hommes qui les ont habitées et se sont illustrés dans l’histoire politique, sociale et culturelle de la France ».

## Disposition contemporaine
Le manoir est situé au-dessus du village de Couture-sur-Loir, à proximité de la véloroute V47 « Vallée du Loir à vélo ». Le jardin est inspiré de ceux de la Renaissance et met diverses variétés de roses à l'honneur.